# Estación de esquí de Col de Jau
La estación de esquí de Col de Jau fue una antigua estación de deportes de invierno situada en el Col de Jau, en el municipio de Mosset (Pirineos Orientales, Francia). Su punto más bajo era de 1.420 m, y su punto más alto de 1.520 m. Considerada "la estación de esquí más pequeña del mundo".

## Historia
Creada a finales de la década de 1960, la estación se cerró a principios de la década de 2000. El equipamiento sigue en pie y plantea varios problemas medioambientales.

## Infraestructura

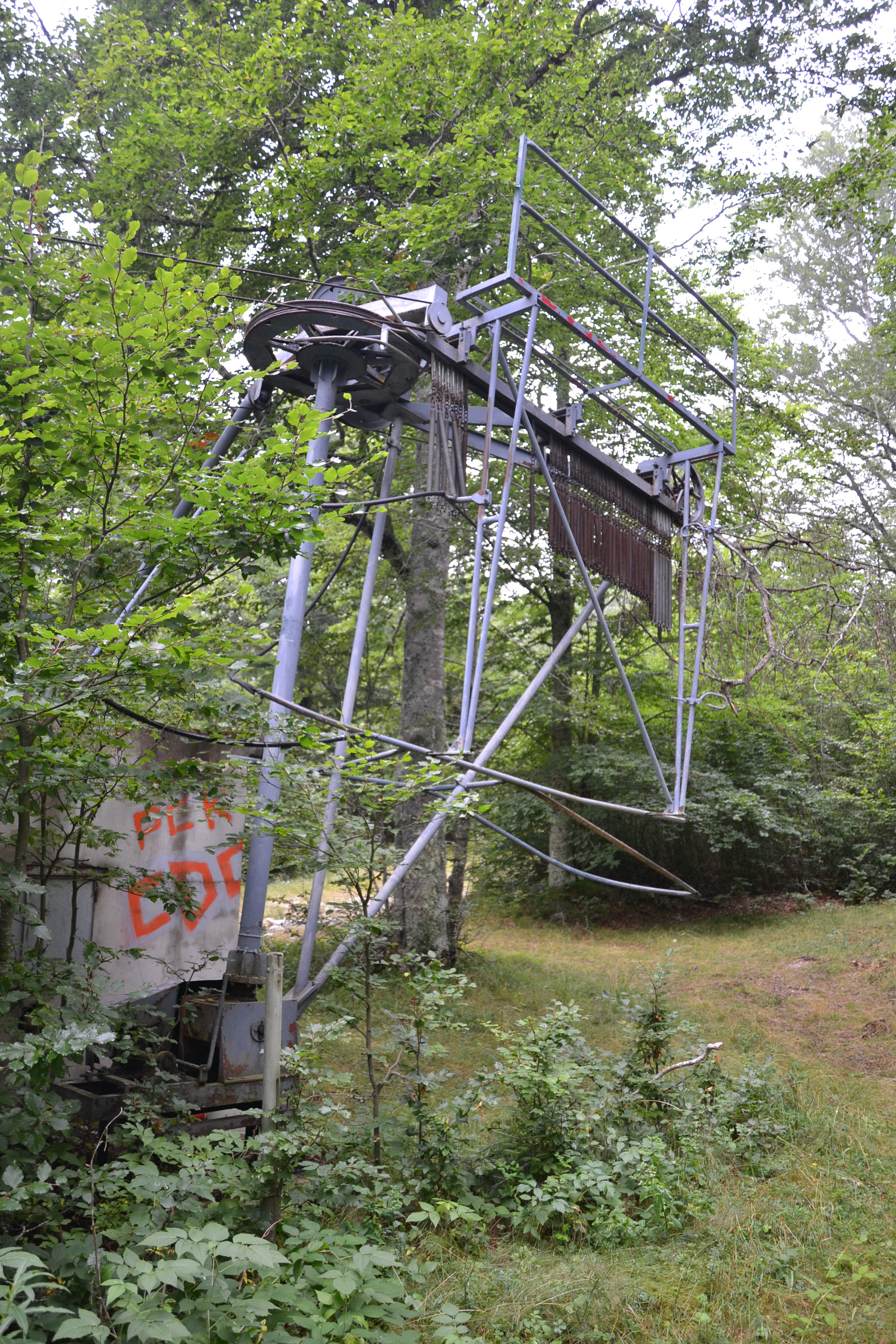
Restos del antiguo telesquí.

Este mini complejo solo tenía un telesquí y dos pistas azules. Cuando hacía buen tiempo y después de algunas nevadas, los niños de los pueblos cercanos utilizaban las antiguas pistas para deslizarse en trineo.